# Simon Lindberg
Bror Göran Simon Lindberg, född 10 augusti 1983 i Norra Åsums församling, Kristianstads län, är en svensk politiker som mellan december 2015 och februari 2024 var ledare för den nynazistiska och högerextrema organisationen Nordiska motståndsrörelsen.

## Biografi
Det oberoende forskningsinstitutet Counter Extremism Project bedömde 2022 att Lindberg är en av världens farligaste extremister och att han utgör ett stort hot mot internationell säkerhet.
Lindberg har en bakgrund i Nationalsocialistisk front (NSF) där han blev medlem i augusti 2000, och utsågs till länsledare för NSF i Skåne på partidagen i Trollhättan i augusti 2005. I april 2006 presenterades han som NSF:s förstanamn på vallistan till kommunfullmäktige i Kristianstad. Lindberg har också varit aktiv i Folkfronten som senare bytte namn till Svenskarnas parti.
I februari 2024 lämnade Lindberg, enligt uppgift på egen begäran och av personliga skäl, rollen som ledare för Nordiska motståndsrörelsen, och efterträddes av Fredrik Vejdeland. Det framhölls att "det föreligger ingen som helst osämja mellan honom och organisationen med anledning av beslutet".

### Politik
Lindberg skriver frekvent på Nordfronts hemsida, och hävdar att han har samma grundideologi som Adolf Hitler. Gällande homosexuella kommenterade Lindberg i Sydsvenskan att de "verkar för en liberalisering i pedofilfrågan". Lindberg förnekar också Förintelsen och hävdar i samma artikel från Sydsvenskan att: "Den är irrelevant. Det var ju mer än sextio år sen. Och det finns bevis för att den inte var så omfattande".

### Brottslighet
Lindberg häktades och misstänktes för misshandel efter att tumult uppstod när några aktivister från RFSL delade ut kondomer och Lindberg och andra nazister sökte upp dem i deras lokal år 2006. När fallet prövades i domstol hävdade Lindberg att han agerat i självförsvar. Domaren gick på åklagarens linje och Lindberg dömdes till tre månaders fängelse. 2018 dömdes Lindberg, mot sitt nekande, för hets mot folkgrupp efter ett tal han hållit på Mynttorget i Gamla stan 2016, under vilket han höjt sin högra arm med knuten näve och flera gånger ropat ”Hell seger”. År 2017 greps Lindberg under en demonstration i Göteborg, under misstanke om våldsamt upplopp.